# Khashaba Jadhav
Khashaba Dadasaheb Jadhav (* 15. Januar 1926 in Goleshwar bei Karad; † 14. August 1984 in Karad) war ein indischer Freistilringer, der 1952 bei den Olympischen Spielen in Helsinki die Bronzemedaille im Bantamgewicht gewann.

## Werdegang
Jadhav wuchs in ärmlichen Verhältnissen im Dorf Goleshwar bei Karad im indischen Bundesstaat Maharashtra auf. Das Ringen erlernte er von seinem Vater, der diesen Sport ebenfalls betrieb.
Trainiert von Rees Gardner, einem ehemaligen US-amerikanischen Ringer-Weltmeister, startete Jadhav bei den Olympischen Spielen 1948 in London im Fliegengewicht bis 52 kg. Nach Siegen in den ersten beiden Runden musste er sich erst im Viertelfinale dem Iraner Mansour Raisi geschlagen geben und belegte letztendlich Rang 6.
Vier Jahre später musste Jadhav um seine Teilnahme bei den Olympischen Spielen 1952 kämpfen. Er beklagte Nepotismus und war auf Unterstützung des Maharadscha von Patiala angewiesen, um für die Spiele in Helsinki nominiert zu werden. Dort trat er im Bantamgewicht bis 57 kg an und erreichte nach drei Siegen die Finalrunde. Gegen den späteren Olympiasieger Shōhachi Ishii aus Japan verlor Jadhav nach hartem Kampf und musste innerhalb der folgenden halben Stunde bereits gegen Rəşid Məmmədbəyov (Sowjetunion) antreten. Ein Protest gegen diese Terminansetzung wäre möglich gewesen, allerdings war kein indischer Offizieller zugegen. So verlor der favorisierte Jadhav auch diesen Kampf und musste sich mit der Bronzemedaille begnügen. Nach der Unabhängigkeit Indiens 1949 war dies die erste (und für lange Zeit einzige) olympische Medaille eines indischen Einzelsportlers. Erst 1996 konnte der Tennisspieler Leander Paes bei den Spielen in Atlanta wieder eine Medaille in einer Einzelsportart für Indien gewinnen.
Nach seiner aktiven Karriere arbeitete Jadhav ab 1955 bei der Polizei von Maharashtra und ging 1983 als Assistant Superintendent of Police in den Ruhestand. Am 14. August 1984 kam er bei einem Verkehrsunfall ums Leben.

## Ehrungen und Auszeichnungen
Im Jahr 2000 wurde K. D. Jadhav posthum mit dem Arjuna Award ausgezeichnet, einem indischen Sportpreis für herausragende sportliche Leistungen. Sein Sohn Ranjit Jadhav macht sich für weitere Auszeichnungen seines Vaters stark. Er hält es insbesondere für angemessen, K. D. Jadhav den Padma Vibhushan – den zweithöchsten indischen zivilen Verdienstorden – zu verleihen.
Im Vorfeld der Ringerwettbewerbe der Commonwealth Games 2010, die im Indira-Gandhi-Sportkomplex in Neu-Delhi stattfanden, wurde eine neu errichtete Ringerhalle Jadhav gewidmet. Das K.D. Jadhav Wrestling Stadium bietet 6.000 Zuschauern Platz.